# Diócesis de Kruszwica
La diócesis de Kruszwica (en polaco: Diecezja kruszwicka) fue una circunscripción eclesiástica de la Iglesia católica en Polonia. Se trataba de una diócesis latina, sufragánea de la arquidiócesis de Gniezno. Fue suprimida circa 1128. 

## Territorio y organización
La diócesis extendía su jurisdicción sobre los fieles católicos de rito latino residentes en Cuyavia y Pomerania.
La sede de la diócesis se encontraba en la ciudad de Kruszwica, en donde inicialmente la iglesia de San Wita en el castillo de Kruszwica sirvió como catedral. Al ser destruida la catedral fue trasladada a la actual basílica colegiata de San Pedro y San Pablo, comenzada a construir en 1120, hoy pertenece a la arquidiócesis de Gniezno.

## Historia
Las investigaciones contemporáneas realizadas por los historiadores suelen vincular la creación de la diócesis de Kruszwica con la caída de la diócesis de Kołobrzeg. La diócesis de Kołobrzeg fue erigida en el año 1000 como resultado de los acuerdos celebrados en el llamado Congreso de Gniezno, celebrado el 11 de marzo de 1000 entre el príncipe polaco Boleslao I y el emperador del Sacro Imperio Romano Germánico Otón III. Sobre la base de estas disposiciones, se estableció un arzobispado en Gniezno y obispados en Cracovia, Breslavia y Kołobrzeg (además del obispado ya existente en Poznan). Pero debido al conflicto germano-polaco y al abandono del cristianismo por parte de los habitantes de Kołobrzeg y sus alrededores, se derrumbó después de una docena de años de existencia. Sin embargo, como ya tenía el privilegio de las sedes episcopales, probablemente a cambio de Kołobrzeg, Kruszwica en Cuyavia fue elegida como sede del obispo.
La crónica (Annales seu cronicae incliti Regni Poloniae) de Jan Długosz afirma que la diócesis fue fundada por Miecislao I en 966, y nombra a Lucidus y Wawrzyniec como sus dos primeros obispos, pero no hay ninguna evidencia convincente de ello y actualmente se los considera personajes de ficción.
La existencia de la diócesis de Kruszwica está confirmada, entre otras cosas, por la bula del papa Inocencio II Sacrosancta Romana, emitida el 4 de junio de 1133 para el arzobispo de Magdeburgo, san Norberto, quien debía subordinar todos los obispados polacos a esta metrópolis, incluida, entre otras, la diócesis de Kruszwica.
Durante siglos, la diócesis de Kruszwica fue considerada la cuna de la actual diócesis de Włocławek. Se supone que después de la destrucción de Kruszwica en 1096, el obispo se trasladó a Włocławek, que con el tiempo se convirtió en una sede episcopal separada. Los historiadores apoyan cada vez más la idea de que Kruszwica y Włocławek actuaron simultáneamente con fines evangelizadores. Además de Cuyavia, Kruszwica debía incluir Pomerania en su atención pastoral, mientras que Włocławek, que abarcaba la Tierra de Dobrzyń y la Tierra de Chełmno, debía realizar actividad misionera entre las tribus prusianas.
Con el creciente número de cristianos, la necesidad de actividad misionera disminuyó y la cercana sede episcopal en Włocławek provocó la desaparición de la diócesis de Kruszwica en el siglo XII.

## Episcopologio

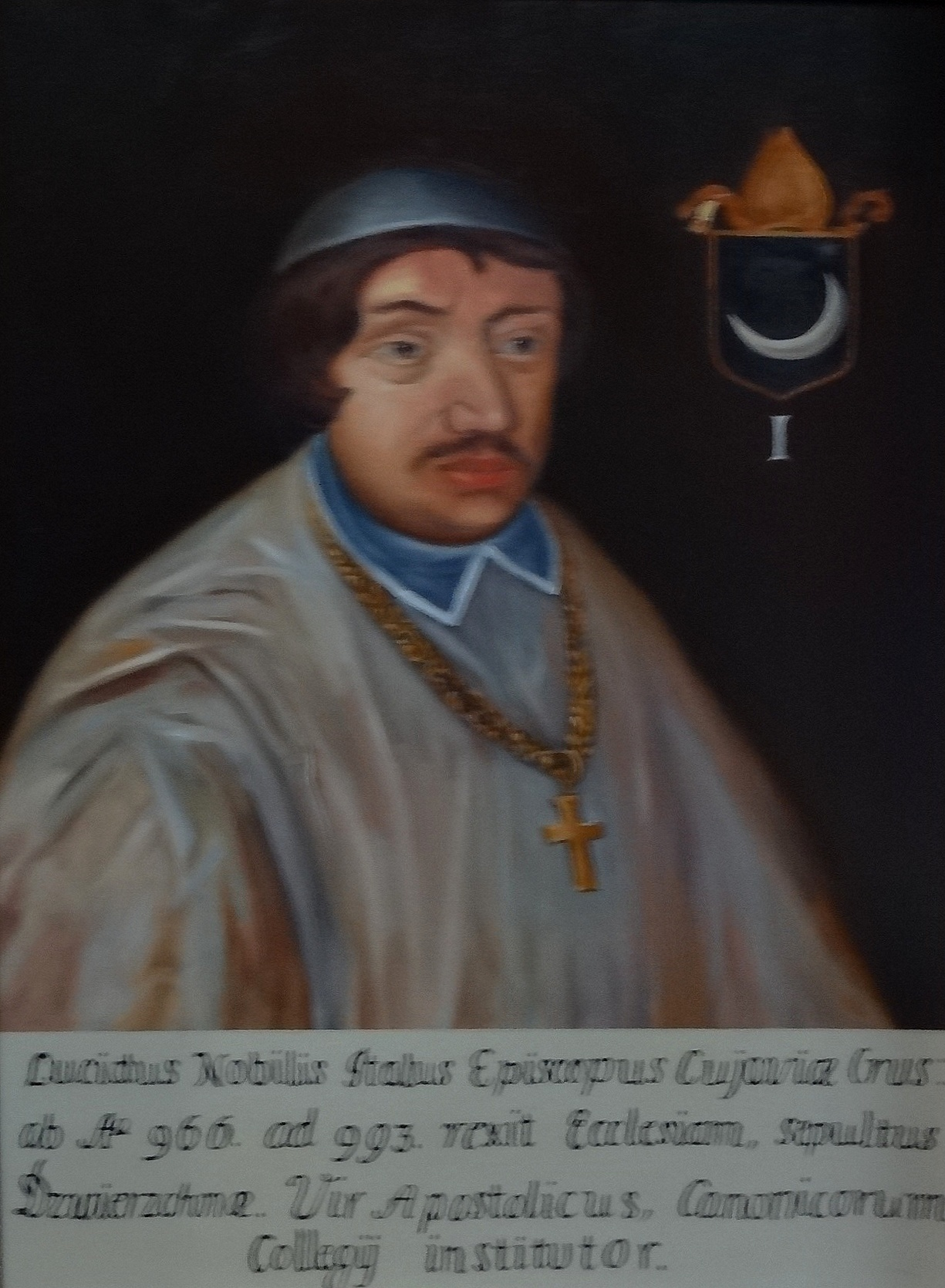
Lucidus, primer obispo legendario de Kruszwica

Catálogo de obispos según la crónica Annales seu cronicae incliti Regni Poloniae de Jan Długosz.
- - Lucidus † (966-993) (obispo legendario)
  - Wawrzyniec † (993-1014) (obispo legendario)
- Marcellinus † (1015-1033)
- Wenanty † (1034-1055)
- Jan Rzymianin † (1056-1081)
- Romanus † (1082-1097)
- Paweł † (1097-1111)
- Baldwin Gall † (1111-1128)
- Świdger † (1129-1156)